# Суисеи (космически апарат)
Суисеи (на японски: すいせい) е автоматичен космически апарат, разработен от Японската агенция за аерокосмически изследвания.
Част е от Халеевата армада заедно със Сакигаке, Съветско/Френския Вега, апарата на ЕКА Джото и американския ICE, конструиран да изследва Халеевата комета при преминаването ѝ през вътрешната Слънчева система през 1986.

## Характеристика на космическия апарат
Суисеи е идентичен по конструкция и форма със Сакигаке, но носи различни уреди, като CCD UV камера и инструмент за засичане на слънчевия вятър.
Основната цел на мисията е да направи ултравиолетови снимки на водородната корона 30 дни преди и след преминаването на Халеевата комета през еклиптиката. Параметрите на слънчевия вятър са измерени за много по-продължителен период от време. Хидразиновите бутала са използвани за контролиране на скоростта и положението на апарата. Слънчевите сензори служат също за контрол на Суисеи.

## Изстрелване и среща с кометата
Суисеи е изстрелян на 18 август 1985 с установката M-3SII-1 от космодрума Ухинура. Пратен е, за да пресече пътя на Халеевата комета при преминаването ѝ във вътрешната Слънчева система, след което космическият апарат ще остане в хелиоцентрична орбита за по-късно използване, докато все още е в изправност.
Суисеи започва ултравиолетови наблюдения върху кометата през ноември 1985, като изпраща по 6 изображения на ден. Апаратът се среща с кометата на 8 март 1986 г. на разстояние 151 000 km.